# Urbiola
Urbiola (en espagnol et en basque) est un village situé dans la commune d'Igúzquiza dans la Communauté forale de Navarre, en Espagne. Il est doté du statut de concejo.
Urbiola est situé dans la zone linguistique castillanophone de Navarre.
Le Camino francés du Pèlerinage de Saint-Jacques-de-Compostelle passe sur le territoire de cette localité.

### Sources et bibliographie
- (eu) Cet article est partiellement ou en totalité issu de l’article de Wikipédia en basque intitulé « Urbiola » (voir la liste des auteurs).
- J.-Y. Grégoire, L. Laborde-Balen, « Le Chemin de Saint-Jacques en Espagne - De Saint-Jean-Pied-de-Port à Compostelle - Guide pratique du pèlerin », Rando Éditions, mars 2006,  (ISBN 2-84182-224-9)
- « Camino de Santiago  St-Jean-Pied-de-Port - Santiago de Compostela », Michelin et Cie, Manufacture Française des Pneumatiques Michelin, Paris, 2009,  (ISBN 978-2-06-714805-5)
- « Le Chemin de Saint-Jacques Carte Routière », Junta de Castilla y León, Editorial Everest